# Liebing (Gemeinde Mannersdorf an der Rabnitz)

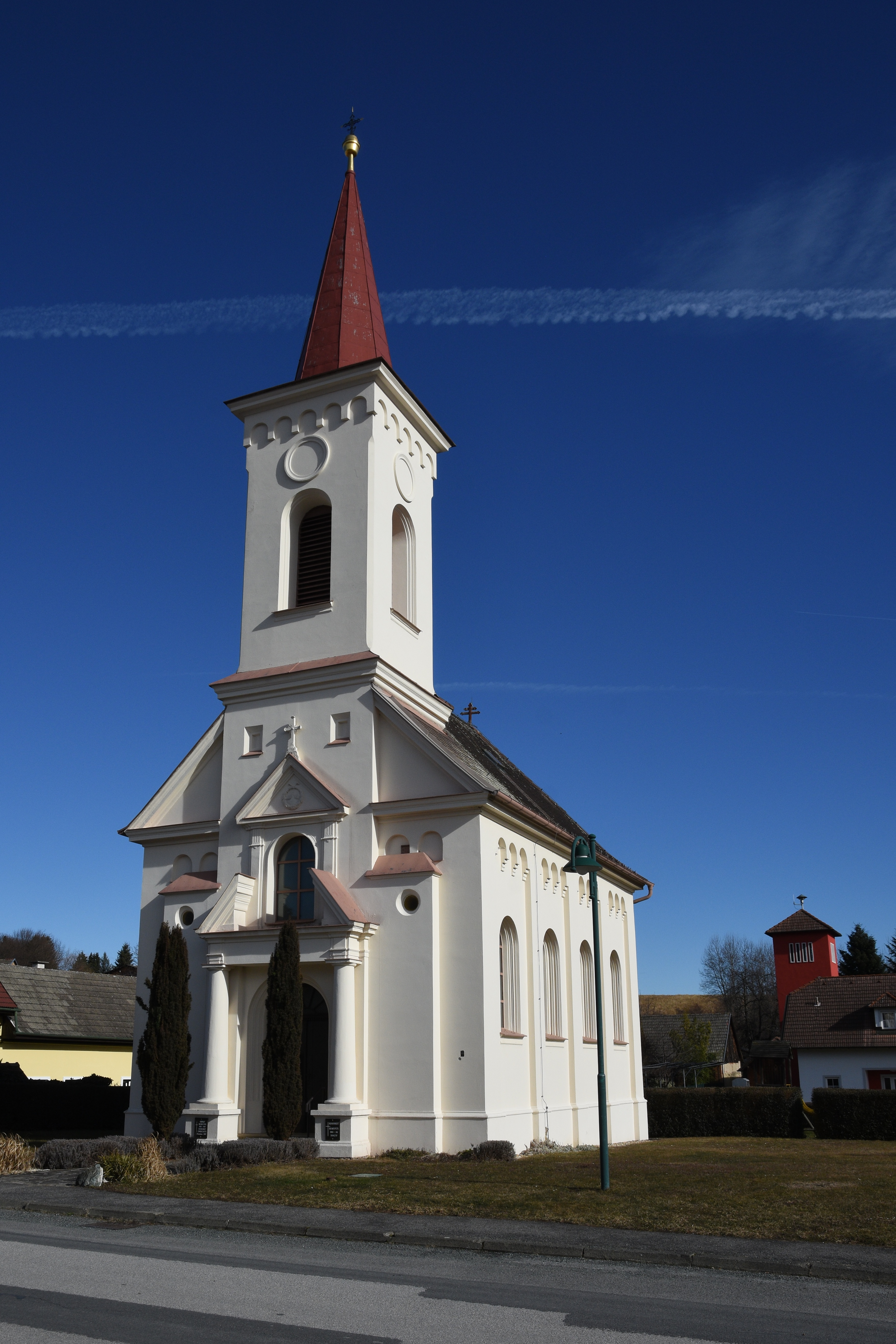
Filialkirche Liebing

Liebing (ungarisch Rendek) ist ein Dorf in der Gemeinde Mannersdorf an der Rabnitz im Burgenland in Österreich. Liebing hat 234 Einwohner, die in 107 Gebäuden auf einer Fläche von 797,13 ha leben (Stand 2001).

## Lage
Es liegt an der Güns; diese fließt in Ungarn unter dem ungarischen Namen Gyöngyös weiter, unmittelbar nördlich der Landesgrenze. Oberpullendorf befindet sich 10 km nördlich von Liebing.

## Sehenswürdigkeiten
- Kath. Filialkirche hl. Leonhard
- Wallfahrtskirche Mariae Geburt und Heimsuchung mit ehem. Friedhof
- Marienkapelle an der Friedhofsmauer
- Pfarrhof